# Jacques Moeschler
Pour les articles homonymes, voir Moeschler.
Jacques Moeschler, né le 16 avril 1954 à Bienne, est un linguiste suisse, enseignant, chercheur et écrivain. Adepte de la théorie de la pertinence, il enseigne la sémantique formelle et la pragmatique linguistique et approfondit ces disciplines comme chercheur sur la référence temporelle, les temps verbaux, les connecteurs pragmatiques, la causalité, les mots logiques et l’argumentation.

## Biographie
Jacques Moeschler est marié avec Anne Reboul, directrice de recherche au CNRS. Ils ont quatre enfants.

### Formation
Jacques Moeschler fait ses études primaires et secondaires dans sa ville natale. Il rejoint en 1970 le Gymnase français de Bienne, où il étudie le français, l'allemand, l'anglais, l'italien et le latin. Il obtient en 1973 la matu type B en latin et anglais. Il continue son cursus à la Faculté des lettres de l'Université de Neuchâtel et obtient en 1977 sa licence ès lettres en linguistique générale, français et histoire puis en 1982 son doctorat ès lettres.

### Carrière
Il commence en 1976 comme assistant de linguistique générale à l'Université de Neuchâtel et occupe ensuite le même poste de 1977 à 1982 à l'Université de Genève. De 1982 à 2004, il occupe successivement en linguistique française les postes de Maître assistant, chef de travaux, MER puis professeur titulaire au Département linguistique.
Depuis 2005, il est professeur au Département de Linguistique de l'Université de Genève et y exerce plusieurs responsabilités jusqu'en 2010, directeur du département de linguistique, membre de l'Assemblée de l'université, président de la section de français et coordinateur du certificat de spécialisation en linguistique.

## Travaux de recherche
Parallèlement à l'enseignement, Jacques Moeschler conduit ou participe à des travaux de linguistique avec le Fonds national suisse de la recherche scientifique, FNSF depuis 1987. Les travaux en cours portent sur le projet 2017-2019 VTS Verbal Tenses and Subjectivity. Les travaux de recherches portent sur la référence temporelle et les temps verbaux, les connecteurs pragmatiques (concessifs, causaux, inférentiels et temporels), la causalité, les mots logiques (connecteurs logiques et négation) et l’argumentation,.

## Publications (sélection)
- (en) Jacques Moeschler, Pragmatic Theory, Lexical and Non-lexical Pragmatics, Walter de Gruyter & Co, 2009, 272 p. (ISBN 978-3-11-021848-0)

- (en) Jacques Moeschler, Louis De Saussure et Genoveva Puskas, Tense, Mood And Aspect : Theoretical and Descriptive Issues, Amsterdam, Éditions Rodopi B.V., 2007, 240 p. (ISBN 978-90-420-2208-9, lire en ligne)

- (en) Jacques Moeschler, Louis De Saussure et Genoveva Puskas, Recent Advances In The Syntax And Semantics Of Tense, Aspect And Modality, Berlin, De Gruyter Mouton, 2007, 253 p. (ISBN 978-3-11-019525-5, lire en ligne)

- Jacques Moeschler et Anne Reboul, Dictionnaire encyclopédique de pragmatique, Paris, Seuil, 1994, 562 p. (ISBN 978-2-02-013042-4)
- Jacques Moeschler et Anne Reboul, Pragmatique du discours : De l'interprétation de l'énoncé à l'interprétation du discours, Paris, Armand Colin, 1998, 220 p. (ISBN 978-2-200-01644-9)
- Jacques Moeschler et Anne Reboul, La pragmatique aujourd'hui, Paris, Seuil, coll. « Points Essais », 2 septembre 1998, 209 p. (ISBN 2-02-030442-2, BNF 36711355)
- Jacques Moeschler et Antoine Auchlin, Introduction à la linguistique contemporaine, Armand Colin, 2005 (2e éd.), 224 p. (ISBN 978-2-200-26883-1)

## Prix
- 1985 : Prix Latsis Argumentation et conversation. Éléments pour une analyse pragmatique du discours[8].
- 1982 : Prix Charles Bally Dire et contredire, Société Académique de Genève Suisse[9].